# Oh, Serafina! (romanzo)
Oh, Serafina! è un romanzo di Giuseppe Berto, concepito come fiaba di ecologia, di manicomio e d'amore, e scritto con intenti satirici e umoristici. È stato pubblicato nel 1973 e l'anno successivo ha ottenuto il Premio Bancarella.
Dal libro è stato prodotto un film omonimo, sceneggiatura di Giuseppe Berto e regia di Alberto Lattuada. I protagonisti sono interpretati da Renato Pozzetto e Dalila Di Lazzaro.

## Trama
Augusto Secondo Valle è il proprietario di una fabbrica di bottoni, ricevuta in eredità dal nonno, ma si cura ben poco delle incombenze pratiche. La passione dell'uomo è l'ecologia, che pratica parlando con gli uccelli del parco e opponendosi a tutto ciò che possa nuocere all'ambiente. Intorno alla proprietà di Augusto si sviluppano infiniti caseggiati, officine, autostrade rigurgitanti di veicoli: il parco della villa e della fabbrica di Augusto fa gola a molti, che lo vorrebbero terreno edificabile.
Tra i principali nemici di Augusto c'è la moglie Palmira che, dopo averlo sposato con un raggiro, ora vorrebbe estrometterlo da ogni attività. Il bimbo nato dall'infelice matrimonio, Giuseppe, è considerato figlio di un altro uomo, finché un giorno, seguendo il padre nel parco, anche il piccino si mette a parlare con gli uccelli. Così Augusto Secondo va dall'amico d'infanzia Carlo, ritenuto padre naturale del bimbo, e gli chiede la verità: scopre che Carlo nemmeno si è sognato di unirsi con una donna come la Palmira, troppo promiscua e proletaria per lui. E Augusto è felice di avere un piccino che gli somiglia.
Ma le stramberie di Augusto hanno convinto la moglie Palmira e il di lei fratello Romeo a far internare in manicomio Augusto e, somma follia, a metterlo in una luce pessima è il dono di tre milioni di lire a Italia Nostra, per contrastare l'uccellagione; soldi che Augusto, nel pensiero degli altri, avrebbe dovuto spendere per una pelliccia di visone per la moglie. Giunto quindi a casa, e trovati ad attenderlo polizia, ambulanza e infermieri, Augusto si appella al figlioletto, raccomandandogli di badare agli uccelli del parco e si fa condurre in manicomio.
Il manicomio è diretto dal dottor Caroniti, il quale è strumentalizzato da Palmira. Non c'è possibilità di avere una diagnosi equa da lui, perciò l'avvocato di Augusto gli raccomanda di non firmare nulla e di sacrificare, fino a giorni migliori, la sua abitudine di parlare con gli uccelli. Augusto si atterrebbe alle disposizioni, sia pure con qualche rammarico, ma un giorno conosce una giovane ricoverata, Serafina, che gli mostra come è brava a comunicare con tutti gli uccelli suonando un flauto (o meglio, una specie di zufolo). Preso da un subitaneo amore, ricambiato, Augusto tenta di congiungersi a Serafina nel giardino della clinica: e finiscono entrambi nei reparti per agitati.
Tuttavia la sorte dei due ha preso un diverso corso: con la complicità dell'infermiere Tommaso, riescono ad incontrarsi una notte, e, oltre all'amarsi, stendono un piano per uscire da lì. Per far ciò dovranno entrambi fingere di essere desiderosi di compiacere i rispettivi familiari. Augusto, quando incontra Palmira, le cede di buon grado casa, fabbrica e parco, in cambio di divorzio, assegno, custodia del figlio e di tutti gli uccelli. La donna è soddisfatta e convinta che il marito sia veramente matto a volere i volatili, né può capire cosa lui intenda. Serafina incontra il padre e gli assicura che vuole vivere ritirata in una tenuta di campagna che già le appartiene. Il commendatore fa varie storie, anche perché nella tenuta che sua non è, andava a caccia; si attacca perciò al legame di Serafina con uno matto come lei, però alla fine è costretto a cedere, e non malvolentieri.
Al momento della partenza, Augusto si presenta a casa a bordo di un monumentale carro sormontato da una gigantesca gabbia. Con lui è Serafina, con l'inseparabile zufolo. Augusto prende con loro il piccolo Giuseppe e insieme i tre si danno ad attirare gli uccelli, che entrano nella gabbia senza farsi pregare. Tutti gli operai hanno lasciato il lavoro e stanno a vedere alle finestre della fabbrica; la signora Palmira invece si è chiusa in casa, indispettita. Quando il carico di uccelli è pronto, si precipita fuori la signorina Rosa, pregando di portarla con sé, perché è sola e non ha nessuno. Le fanno subito posto sul carro. Così, tra gli applausi e le acclamazioni degli operai (e l'inizio di un rimpianto per Palmira), Augusto saluta togliendosi il cappello e parte per la nuova vita con la nuova famigliola.

## Personaggi
- Augusto Valle - Industriale lombardo, produttore di bottoni e appassionato di aeroplani. Ha chiamato FIBA la piccola fabbrica che possiede, intendendo Fabbrica Italiana Bottoni (e) Aeroplani. È giudicato uno stravagante e l'idea si amplia quando, dopo la morte e la lettura del testamento, si apprende che ha lasciato tutti i suoi beni al nipotino Augusto Secondo, riservando l'usufrutto all'unico figlio, Giuseppe. La proprietà consiste in una villa e un capannone adibito a fabbrica, adiacenti, e sul retro, un grande parco ricco di alberi e uccelli.
- Giuseppe Valle - Figlio di Augusto, tenuto in poca stima da tutti. Ha contratto un infelice matrimonio con Belinda, donna che gli rovina sistematicamente la vita. Dopo un litigio, Giuseppe minaccia di buttarsi giù dal campanile e passa ai fatti, riuscendo con questo atto a rimanere nella memoria come persona instabile e inaffidabile.
- Belinda - Moglie di Giuseppe, madre di Augusto Secondo. Non sopporta la situazione di usufrutto che le è toccata alla morte del suocero. Istiga il marito a impadronirsi del potere, ma ottiene solo la sua morte per spettacolare suicidio. Passa allora ad amareggiare il figlio e, al di lui matrimonio, si lascia morire di inedia, non senza aver seminato altra zizzania.
- Augusto Secondo Valle - Erede del patrimonio del nonno, ha una sola idea: di parlare con gli uccelli del parco e mantenerli in ambiente pulito. Conduce la fabbrica imponendo a tutti che nulla cambi mai dal tempo del nonno. Si oppone a qualsiasi miglioria e rifiuta di aumentare i suoi profitti.
- Signorina Rosa - Anziana impiegata nella fabbrica; era innamorata del principale, Augusto. È l'unica che stia dalla parte del giovane padrone (Augusto Secondo).
- Romeo Radice - Caporeparto della fabbrica, riesce con una manovra molto semplice e scoperta ad attirare l'ingenuo Augusto Secondo nell'orbita di sua sorella Palmira.
- Palmira Radice - Procace operaia; complottando con il fratello, seduce l'incauto Augusto Secondo Valle e si fa sposare, perché incinta di lui. La suocera Belinda non accetta questa unione e si lascia morire, ma prima informa il figlio che Palmira se la fa con tutti e il bimbo che aspetta è di Carlo Vigeva.
- Carlo Vigeva - Industriale, amico d'infanzia di Augusto Secondo.
- Dottor Caroniti - Psichiatra, dirige il manicomio in cui finirà Augusto Secondo.
- Tommaso - Infermiere del manicomio.
- Serafina Bozzòli - Ricoverata nel manicomio, segue un modello di vita di tipo indiano, passa il giorno a suonare uno zufolo. Ragazza giovane e bella, ha esasperato il padre, il Commendatore Bozzoli, con i suoi atti di trasgressione e protesta verso l'ambiente borghese, ricco e perbenista.

## Edizioni
- Giuseppe Berto, Oh, Serafina!: fiaba di ecologia, di manicomio e d'amore, Milano, Rusconi, 1973.
- Giuseppe Berto, Oh, Serafina!: fiaba di ecologia, di manicomio e d'amore, prefazione di Giuseppe Lupo, Milano, BUR, 2014.